# Aeroport de Sefrou
L'aeroport de Sefrou (codi IATA: -, codi OACI: GMFU) va ser un aeroport que servia a la ciutat de Fes, al Marroc. Va restar obert fins que va obrir el nou aeroport de Fes-Saïss (GMFF/FEZ). Una imatge històrica de Google Earth de 9/27/2003 mostra les restes d'una franja de gespa est/oest amb la construcció d'edificis en curs. Una imatge de satèl·lit actual mostra l'àrea coberta de carrers, blocs d'apartaments, i un estadi de futbol.